# Нагасато, Юки
Юки Нагасато (яп. 永里 優季 Нагасато Юки, род. 15 июля 1987[…], Ацуги, Канагава) — японская футболистка, форвард клуба «Хьюстон Дэш». Серебряный призёр Олимпийских игр в Лондоне.

## Карьера
В 2010 году перешла в «Турбине» из Потсдама. В составе клуба стала победителем Лиги чемпионов. В сезоне 2012/13 стала лучшим бомбардиром Бундеслиги.
Летом 2013 года перешла в «Челси».
В начале 2015 года перешла в «Вольфсбург».
В августе 2015 года подписала контракт с «Франкфуртом».
24 мая 2017 года перешла в «Чикаго Ред Старз», выступающий в NWSL.
В составе сборной Японии выступала на Олимпиаде 2008 в Пекине и чемпионате мира 2007 года.

## Достижения

### Клуб
Ниппон ТВ Токио Верди Белеза:
- Чемпионка Японии: 2002, 2005, 2008
- Обладательница Кубка Японии: 2005, 2006, 2008, 2010
- Обладательница Кубка Л.Лиги: 2007

Турбине:
- Чемпионка Германии: 2009/10, 2010/11
- Победительница Лиги чемпионов: 2009/10

Вольфсбург:
- Обладательница Кубка Германии: 2014/15

### Сборная
Япония:
- Чемпионка мира: 2011
- Серебряный призёр чемпионата мира: 2015
- Победительница Чемпионата Восточной Азии: 2008
- Серебряный призёр Олимпийских игр: 2012

## Личная жизнь
Брат Генки Нагасато и сестра Асано Нагасато также футболисты.
С 2012 по 2016 год была замужем и выступала под фамилией Огими (яп. 大儀見).